# Onda tropical
Una onda tropical u onda del Este en el océano Atlántico es un tipo de vaguada, es decir, un área alargada de relativa baja presión orientada de norte a sur. Se mueve de este a oeste a través de los trópicos causando áreas de nubes y tormentas que se observan por lo general detrás del eje de la onda. Las ondas tropicales son transportadas hacia el oeste por los vientos alisios, que soplan paralelos a los trópicos, y pueden conducir a la formación de ciclones tropicales en las cuencas del océano Atlántico norte y del Pacífico nororiental.

## Características
Una onda tropical normalmente sigue una zona de aire descendiente, intensamente seco, que sopla desde el noreste. Después del paso de la línea de vaguada, el viento vira hacia el sureste, la humedad aumenta abruptamente y la atmósfera se desestabiliza. Esto produce lluvias y tormentas eléctricas generalizadas, a veces severas. A medida que la onda se mueve hacia el oeste, las lluvias disminuyen gradualmente.
En el Atlántico puede darse una excepción a la asociación de la convección. A veces, una oleada de aire seco llamada capa de aire sahariana (SAL, por sus siglas en inglés) sigue a una onda tropical, dejando cielos despejados, ya que la convección se ve limitada por la inversión de la capa seca. Además, el polvo que se encuentra en la SAL refleja la luz solar, enfriando el aire que se encuentra debajo.

## Océano Atlántico

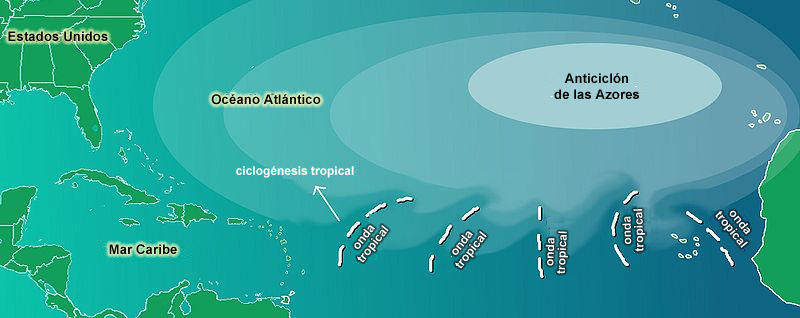
Formación de una onda tropical.

Las ondas tropicales de la cuenca atlántica se desarrollan a partir de perturbaciones que derivan fuera del continente africano hacia el océano Atlántico. Estas son generadas o potenciadas por la corriente en chorro del este. La circulación horaria del gran anticiclón transoceánico de las Azores, centrado en las inmediaciones de las islas homónimas, impulsa ondas que se mueven desde el Este desde las áreas costeras del norte de África hacia América del Norte.
Aproximadamente el 60% de los ciclones tropicales se originan a partir de ondas tropicales, mientras que cerca del 85% de los huracanes del Atlántico más intensos (de categoría 3 y más, en la escala de huracanes de Saffir-Simpson) se desarrollan a partir de ondas tropicales.
Los ciclones tropicales pueden a veces degenerar nuevamente en una onda tropical. Por lo general, esto ocurre debido a la presencia de una fuerte cizalladura de altura. Si esta disminuye, la tormenta puede volver a desarrollarse.
Si una onda tropical se mueve velozmente, puede tener vientos intensos parecidos a los de una tormenta tropical. Sin embargo, no se la considerará como tal a menos que presente una circulación cerrada. Un ejemplo de ello fue el huracán Claudette en 2003, donde la onda originaria alcanzó vientos de 72 km/h (45 mph) antes de desarrollar su circulación.
Mientras que otros se desarrollan en el Caribe y pueden disiparse en un periodo corto de tiempo. Sin embargo, el Centro Nacional de Huracanes (NHC) realiza monitoreos constantes en esta zona que pueden desarrollar una ciclogénesis tropical.

## Océano Pacífico
Se ha sugerido que algunos ciclones tropicales orientales y occidentales del océano Pacífico se forman a partir de ondas tropicales que se originan en el norte de África y que cruzan por América Central y México. Durante los meses de verano, los canales de vaguada a partir de ondas tropicales pueden extenderse hacia el norte, concretamente a los desiertos del suroeste de los Estados Unidos, produciendo períodos de actividad de lluvias y tormentas severas.

## Nota
- Ladwig, Guillermo C;. . Stensrud, David J. (2009) . "Relación Entre las ondas tropicales del Este y La precipitación Durante el monzón de América del Norte"